# Salah Ashour
Salah Ashour (8 settembre 1987) è un calciatore egiziano, attaccante del Misr Lel Makasa.